# Isoctenus janeirus
Isoctenus janeirus är en spindelart som först beskrevs av Charles Athanase Walckenaer 1837.  Isoctenus janeirus ingår i släktet Isoctenus och familjen Ctenidae. Inga underarter finns listade i Catalogue of Life.